# Zaburzenia afektywne dwubiegunowe
Zaburzenie afektywne dwubiegunowe, choroba afektywna dwubiegunowa (ChAD), zaburzenie maniakalno-depresyjne, cyklofrenia – grupa zaburzeń nastroju, w przebiegu których występują stany depresyjne i maniakalne lub hipomaniakalne, rozdzielone (lub nie) okresami bez objawów.  
Stany te mogą zmieniać się z różną częstotliwością. Niekiedy co wiele miesięcy, a czasem nawet natychmiastowo (zwykle w przypadku doświadczenia silnych bodźców emocjonalnych). Całkowite wyleczenie na poziomie obecnej wiedzy medycznej nie jest możliwe. Stosuje się jednak wiele różnych leków i innych rodzajów terapii, które mogą znacznie złagodzić objawy oraz poprawić jakość życia. 
Gdy powtórnie występują tylko stany depresyjne, wtedy rozpoznaje się zaburzenie afektywne jednobiegunowe (zaburzenie depresyjne nawracające).
Dawniej zaburzenie afektywne dwubiegunowe nazywano również psychozą maniakalno-depresyjną, jednak współcześnie terminem psychozy określa się wyłącznie stan umysłu, w którym doświadczenia danej osoby są sprzeczne z rzeczywistością. Przykładem są urojenia i halucynacje. 
Stany psychotyczne mogą występować u niektórych osób z ChAD. Zwykle w przypadku bardzo nasilonych epizodów manii lub depresji. 
Rozpowszechnienie zaburzeń afektywnych dwubiegunowych może wynosić 2,8% populacji. Początek przypada zwykle na trzecią dekadę życia, choroba dotyka równie często mężczyzn jak i kobiety. Leczeniem z wyboru jest farmakoterapia z zastosowaniem leków normotymicznych (stabilizujących nastrój). Standardowe leki przeciwdepresyjne są niezalecane, ponieważ mogą wywoływać stan manii lub hipomanii.

## Historia
Opisy manii i melancholii znane są od starożytności. Aretaios z Kapadocji opisywał melancholię i manię, zaobserwował, że stany te mogą występować u jednej osoby i przechodzić jeden w drugi. Dokładne opisy choroby afektywnej dwubiegunowej przedstawili niezależnie od siebie w 1854 Jules Baillarger (jako folie à double forme) i Jean-Pierre Falret (jako folie circulaire). Zaburzenia afektywne nawracające zostały opisane jako jednostka chorobowa przez Emila Kraepelina pod nazwą psychozy maniakalno-depresyjnej w VI wydaniu jego podręcznika psychiatrii (1899). Kraepelin posłużył się koncepcją cyklotymii, przedstawionej wcześniej przez Karla Ludwiga Kahlbauma. Koncepcje Kraepelina miały żywy i długotrwały oddźwięk w psychiatrii amerykańskiej. Pod wpływem Adolfa Meyera w pierwszej wersji klasyfikacji Amerykańskiego Towarzystwa Psychiatrycznego (DSM-I) zrezygnowano z określeń choroby; w zamian pojawiła się kategoria reakcji maniakalno-depresyjnej.
Karl Leonhard wyodrębnił choroby afektywne jedno- i dwubiegunowe. Koncepcję tę zweryfikowali Jules Angst i Carlo Perris. David L. Dunner i wsp. w 1976 wyróżnili typ 1 i 2 zaburzenia dwubiegunowego. George Winokur, Paula Clayton, Hagop S. Akiskal i inni autorzy rozwinęli koncepcję spektrum zaburzeń afektywnych dwubiegunowych (ang. bipolar spectrum), wyróżniając szereg postaci pośrednich i subklinicznych (poniżej granicy diagnostycznej).
Początek nowoczesnej psychofarmakoterapii zaburzeń afektywnych dwubiegunowych wyznacza opublikowanie pracy Johna Cade′a, który w 1949 doniósł o skuteczności soli litu w manii. Jego wyniki w badaniu klinicznym z podwójnie ślepą próbą potwierdził Mogens Schou.

## Etiologia i patogeneza
Teoria monoaminowa, podobnie jak w przypadku zaburzeń depresyjnych, ma również znaczenie podczas występowania epizodu maniakalnego. Uważa się, że podczas epizodu manii dochodzi do podwyższenia poziomu noradrenaliny i dopaminy w mózgu.
W badaniach przeprowadzonych na bliźniętach stwierdza się większe znaczenie czynnika genetycznego niż w przypadku zaburzenia depresyjnego nawracającego. U dużej części chorych stwierdza się rodzinne występowanie tego zaburzenia. Zgodność występowania zaburzenia wśród bliźniąt monozygotycznych (jednojajowych) wynosi od 65 do 75%, u bliźniąt dwuzygotycznych (dwujajowych) 14%.
Wystąpienie pierwszego epizodu manii może być spowodowane ważnym bądź stresującym wydarzeniem życiowym; istnieje ryzyko wystąpienia epizodu maniakalnego we wczesnym okresie poporodowym. Nie stwierdza się jednak żadnych cech osobowości, które wiązałyby się z występowaniem zaburzenia afektywnego dwubiegunowego.

## Objawy i przebieg
W przebiegu zaburzeń afektywnych dwubiegunowych mogą występować epizody maniakalne, hipomaniakalne, depresyjne i mieszane. Epizody maniakalne i depresyjne mogą przebiegać z objawami psychotycznymi lub bez nich. Długość epizodów jest różna, od kilku dni do kilkunastu miesięcy, średnio 3–6 miesięcy, przy czym epizody maniakalne zazwyczaj są krótsze od depresyjnych. Od chwili rozpoznania pacjent z ChAD typu 1 ma objawy średnio 30% życia, a pacjent z ChAD typu 2 przez ponad 50% życia. W przebiegu remitującym długość okresów wolnych od objawów wynosi od kilkunastu dni do kilkunastu lat. W miarę trwania choroby skraca się długość remisji, a wydłuża się długość nawrotów.

### Epizody maniakalne
Epizody maniakalne charakteryzują się występowaniem następujących objawów:
- często brak wglądu
- gonitwa myśli
- halucynacje lub urojenia (w przypadku zaburzenia z objawami psychotycznymi)
- odhamowanie seksualne
- pobudzenie psychoruchowe
- wielomówność
- trudności w koncentracji
- zawyżona samoocena
- zmniejszenie krytycyzmu (podejmowanie lekkomyślnych działań)
- zmniejszona potrzeba snu
- zwiększenie energii

### Epizody depresyjne
Podczas epizodów depresyjnych mogą występować następujące objawy:
- problemy z koncentracją uwagi
- wyraźny spadek tempa wykonywanych czynności
- trudność w podejmowaniu nawet błahych codziennych decyzji
- anhedonia
- obniżenie nastroju
- obniżenie samooceny
- zaburzenia łaknienia (znaczące zwiększenie lub brak apetytu)
- zmniejszenie energii życiowej: rezygnacja z dotychczasowych aktywności, wycofywanie się z kontaktów społecznych
- problemy ze snem (na przykład wybudzanie się wczesnym rankiem lub hipersomnia)
- myśli samobójcze
- halucynacje lub urojenia (w przypadku zaburzenia z objawami psychotycznymi).

## Typy przebiegu
Wyróżniono dwa podstawowe typy przebiegu zaburzeń afektywnych dwubiegunowych:
- typ 1 – w którym występują epizody depresyjne i maniakalne; mogą też występować epizody mieszane, zwane manią dysforyczną.
- typ 2 – w którym występują epizody depresyjne i hipomaniakalne.

Ponadto, ze względu na częstość nawrotów, wyróżniono:
- typ rapid cycling – w ciągu roku występują co najmniej cztery różne epizody zaburzeń afektywnych
- typ ultra rapid cycling – gdy liczba epizodów jest większa, rzędu kilkunastu. Niektórzy autorzy wyróżniają nawet przebieg ultra-ultra-rapid cycling (gdy do zmiany fazy dochodzi wielokrotnie w ciągu doby)[20].

W klasyfikacji DSM-5 wyodrębniono typy zaburzeń afektywnych dwubiegunowych i pokrewnych: typ I, typ II, cyklotymię, zaburzenia dwubiegunowe i pokrewne wywołane substancjami psychoaktywnymi (jak alkohol) lub lekami, powstałe w wyniku choroby somatycznej, określone inaczej i pokrewne oraz nieokreślone i pokrewne. Ponadto, stosuje się wyróżniki: rapid cycling i początek w okresie okołoporodowym.
Istnieje również koncepcja spektrum choroby afektywnej dwubiegunowej stworzona przez amerykańskiego badacza Hagopa Akiskala. Oznacza continuum zaburzeń, które poza klasyczną postacią choroby afektywnej dwubiegunowej (bipolar I) miałyby obejmować wszystkie postacie chorób afektywnych posiadające kliniczne cechy „dwubiegunowości”. Przedstawia 7 podtypów spektrum choroby afektywnej dwubiegunowej (od I do IV, stosując również wartości pośrednie, np. I 1/2 ), gdzie głównym kryterium umieszczenia na jej continuum było nasilenie objawów (cech) związanych ze wzmożonym nastrojem. 
Typ I oznacza klasyczną chorobę afektywną dwubiegunową z typowymi stanami maniakalnymi. 
Typ I 1/2 dotyczy stanów depresji z przewlekłymi stanami hipomaniakalnymi, a typ II ze stanami hipomaniakalnymi występującymi spontanicznie. 
Typ II 1/2 oznacza depresję u osoby z temperamentem cyklotymicznym, a typ III nawracające epizody depresji i hipomanii uwarunkowane farmakologicznie (głównie przez stosowanie leków przeciwdepresyjnych). 
Typ III 1/2 oznacza nawracające epizody hipomanii w przebiegu nadużywania alkoholu lub innych środków psychoaktywnych, a typ IV występowanie depresji u osoby z temperamentem hipertymicznym.
Również według Julesa Angsta do spektrum choroby afektywnej dwubiegunowej oprócz typowych postaci ChAD I i ChAD II włączyć należy stany hipomaniakalne i stany subdepresyjne, które nie spełniały kryterium jeszcze w DSM-4.

## Rozpoznanie
Rozpoznanie stawiane jest na podstawie obrazu klinicznego i wywiadu. Stosuje się w tym celu kryteria ICD-10 lub DSM-5. Zaburzenia afektywne dwubiegunowe często są diagnozowane nieprawidłowo i w związku z tym niewłaściwie leczone. Zaburzenie jest zarówno niedodiagnozowane, jak diagnozowane zbyt często (zwłaszcza u osób używających substancji psychoaktywnych). Czas od początku objawów do rozpoczęcia leczenia podtrzymującego wynosi średnio 9,8 lat.

### ICD-10
W kryteriach ICD-10 do rozpoznania ostatecznego zaburzeń afektywnych dwubiegunowych muszą być spełnione następujące warunki:
1. Obecny epizod spełnia kryteria hipomanii, manii, epizodu depresyjnego.
2. W przeszłości stwierdzono co najmniej jeden epizod afektywny (hipomaniakalny, maniakalny, depresyjny, mieszany).
3. Przynajmniej jeden z tych epizodów afektywnych był inny niż depresyjny.
4. Epizody nie są spowodowane używaniem substancji psychoaktywnych ani zaburzeniami organicznymi[31][32].

## Leczenie
W leczeniu zaostrzeń, jak i w leczeniu podtrzymującym zaburzeń afektywnych dwubiegunowych podstawową rolę odgrywa farmakoterapia. Istotna jest również psychoedukacja, zalecana jest psychoterapia podtrzymująca.
Epizody maniakalne z reguły wymagają leczenia szpitalnego, a ich skuteczne leczenie w warunkach ambulatoryjnych, z powodu braku współpracy chorego, jest niemożliwe. Za koniecznością hospitalizacji przemawiają:
- zachowanie pacjenta stanowiące zagrożenie dla niego lub innych osób
- występowanie nasilonych objawów psychotycznych
- pobudzenie mogące prowadzić do uszkodzenia ciała, wyczerpania czy odwodnienia.

Leczenie epizodów depresji również może wymagać leczenia szpitalnego w następujących sytuacjach:
- występowanie objawów psychotycznych
- występowania myśli lub tendencji samobójczych
- zaniedbywanie własnych potrzeb (głodzenie się, odwodnienie).

Praktyczne rekomendacje dotyczące farmakoterapii zaburzeń afektywnych dwubiegunowych zawarte są w wytycznych organizacji o zasięgu międzynarodowym i o zasięgu krajowym, uwzględniających lokalne uwarunkowania opieki nad chorymi. Do ważniejszych standardów należą rekomendacje Amerykańskiego Towarzystwa Psychiatrycznego (APA), Światowej Federacji Towarzystw Psychiatrii Biologicznej (WFSBP), Brytyjskiego Towarzystwa Psychofarmakologii (BAP), w Polsce są to standardy opracowane przez zespół polskich ekspertów pod redakcją Krajowego Konsultanta do spraw Psychiatrii .
Istotną rolę wspomagającą leczenie ChAD, odgrywa obok psychoedukacji - terapia rodzin. Wiedza członków rodziny na temat funkcjonowania osób z zaburzeniami dwubiegunowymi oraz świadomość, w jaki sposób choroba wpływa na życie rodzinne - jest bardzo pomocna w procesie leczenia i podtrzymywania remisji. Ma również kluczowe znaczenie w minimalizowaniu potencjalnych, negatywnych skutków poszczególnych objawów w życiu pacjenta np. zaciąganiu niepotrzebnych zobowiązań finansowych w fazach maniakalnych lub hipomaniakalnych. Terapia poznawczo-behawioralna (CBT) integruje oddziaływania interpersonalne, regulację rytmów biologicznych, z elementami poznawczymi i behawioralnymi — co również jest pomocne w leczeniu zaburzeń afektywnych dwubiegunowych. Dobra, stabilna więź ze specjalistą w procesie psychoterapii, może wzmacniać współpracę osoby chorej w procesie diagnozy i leczenia. Przerwanie farmakoterapii, prowadzi nieuchronnie do nawrotu choroby. Poza tym psychoterapia pomaga w rozwiązywaniu różnych problemów, które ChAD wywołuje w życiu pacjentów i ich rodzin. Wzmacnia zdolności pacjenta do radzenia sobie z sytuacjami stresowymi, które również mogą indukować nawrót choroby. Narodowy Instytut Zdrowia i Doskonałości Klinicznej w Wielkiej Brytanii (National Institute for Health and Clinical Excellence) zaleca zastosowanie w przebiegu ChAD, po ustąpieniu ostrych objawów, 16 sesji strukturalizowanej psychoterapii ukierunkowanej na psychoedukację, monitorowanie nastroju pacjenta, identyfikację symptomów prodromalnych i wypracowanie strategii radzenia sobie z objawami choroby. Amerykańskie Towarzystwo Psychiatryczne (American Psychiatric Association) rekomenduje psychoterapię obejmującą wypracowanie strategii radzenia sobie z objawami choroby i poprawę relacji interpersonalnych.

### Leczenie manii i hipomanii
Leczenie epizodu maniakalnego zależy od stopnia współpracy chorej osoby i jej gotowości do przyjmowania leków doustnie. W przypadku nasilonych objawów maniakalnych i odmowy leków doustnych konieczne mogą być iniekcje z leków przeciwpsychotycznych. Udowodnione działanie przeciwmaniakalne mają haloperidol i zuklopentiksol, a z leków atypowych olanzapina, arypiprazol, ziprasidon i asenapina. Ponadto przy zgodzie na leki doustne lekami pierwszego rzutu są kwas walproinowy i sole litu (np. węglan litu), niekiedy w połączeniu z atypowym neuroleptykiem (olanzapiną, kwetiapiną, risperidonem lub arypiprazolem). Do opanowania pobudzenia pacjenta przydatne mogą się okazać benzodiazepiny.
W zespole maniakalnym o umiarkowanym nasileniu stosuje się sole litu, karbamazepinę, walproiniany, olanzapinę lub kwetiapinę.
Klozapina ma udowodnioną skuteczność w leczeniu epizodów maniakalnych, także ciężkich i lekoopornych, ale ze względu na ryzyko poważnych działań niepożądanych jest lekiem ostatniego wyboru.
W przypadku nieskuteczności leczenia farmakologicznego w epizodzie manii, można zastosować terapię elektrowstrząsową. Na jej działanie niekorzystnie może wpłynąć równoczesne stosowanie leków podwyższających próg drgawkowy (kwasu walproinowego, karbamazepiny, benzodiazepin).

### Leczenie depresji
Spośród leków normotymicznych skuteczność przeciwdepresyjną wykazano dla litu, kwasu walproinowego, karbamazepiny, lamotryginy, kwetiapiny i olanzapiny.
Leki przeciwdepresyjne są mniej skuteczne w depresji w przebiegu choroby afektywnej dwubiegunowej (często choroba dwubiegunowa jest czynnikiem lekooporności depresji). Stosowanie leków przeciwdepresyjnych wiąże się również z ryzykiem zmiany fazy na maniakalną lub hipomaniakalną, jest też czynnikiem ryzyka wystąpienia stanów mieszanych. Dlatego stosowanie leków przeciwdepresyjnych w depresji w przebiegu zaburzeń afektywnych dwubiegunowych jest zagadnieniem kontrowersyjnym. Nie rekomenduje się ich stosowania w monoterapii, u osób u których wcześniej wystąpił epizod manii, hipomanii lub mieszany podczas leczenia przeciwdepresyjnego, w przebiegu z szybką zmianą faz. Nie zaleca się leków trójpierścieniowych ani inhibitorów zwrotnego wychwytu serotoniny i noradrenaliny (SNRI). Selektywne inhibitory zwrotnego wychwytu serotoniny (SSRI) powinny być stosowane w skojarzeniu z lekami normotymicznymi.

### Leczenie epizodów mieszanych
Lekami pierwszego rzutu w leczeniu stanów mieszanych maniakalnych są olanzapina albo kwas walproinowy w monoterapii (leczeniu pojedynczym lekiem). Leczeniem drugiego rzutu jest dołączenie do olanzapiny litu, kwasu walproinowego albo lamotryginy. W przypadku lekooporności rekomenduje się dodanie klozapiny lub elektrowstrząsy.
W leczeniu stanów mieszanych depresyjnych zalecana jest monoterapia litem, lamotryginą i kwetiapiną, jeśli pacjent jest leczony lekami przeciwdepresyjnymi – dodanie do leku przeciwdepresyjnego litu lub kwetiapiny. Leczeniem drugiego rzutu jest terapia skojarzona dwoma lekami normotymicznymi z lekiem przeciwdepresyjnym lub po jego odstawieniu. Postępowaniem trzeciego rzutu są elektrowstrąsy lub augmentacja atypowym lekiem przeciwpsychotycznym (arypiprazolem lub olanzapiną).

### Leczenie podtrzymujące
W związku z wysoką nawrotowością choroby zalecana jest odpowiednia farmakoterapia w okresie remisji. Wskazaniem do włączenia profilaktyki jest przebycie co najmniej dwóch epizodów afektywnych, w tym jednego maniakalnego lub hipomaniakalnego. W profilaktyce zaburzeń afektywnych dwubiegunowych zastosowanie znajdują leki normotymiczne. Udowodnioną skuteczność mają sole litu, kwas walproinowy, karbamazepina, lamotrygina, olanzapina, kwetiapina, arypiprazol. Istotnie większy efekt profilaktyczny wykazano dla leczenia skojarzonego dwoma lekami normotymicznymi.
Wybór leku normotymicznego zależy od typu przebiegu choroby. W klasycznej postaci z epizodami depresyjnymi i maniakalnymi oraz okresami remisji lekiem z wyboru są sole litu. Przy przewadze epizodów maniakalnych zaleca się olanzapinę. Przebieg z przewagą epizodów depresyjnych uzasadnia wybór kwetiapiny lub lamotryginy. Przy przebiegu z szybką zmianą faz zaleca się leczenie skojarzone (najczęściej lit i kwas walproinowy albo lit i karbamazepina). Przy występowaniu stanów mieszanych rekomendowane są kwas walproinowy, karbamazepina i neuroleptyki.

### Leczenie przy częstej zmianie faz
Ciężka postać zaburzenia afektywnego dwubiegunowego jaką jest postać z szybką zmianą faz (rapid cycling) wymaga nieco odmiennego postępowania terapeutycznego. W niektórych rekomendacjach przeciwwskazane są leki przeciwdepresyjne podczas epizodów depresyjnych; uważa się, że w połowie przypadków za szybką zmianę faz odpowiada stosowanie tych leków. Za leki pierwszego rzutu uważane są węglan litu, kwas walproinowy i lamotrygina, a neuroleptyki są lekami trzeciego rzutu. Niektóre badania dowodzą wysokiej skuteczności karbamazepiny w postaci z szybką zmianą faz, ale możliwe, że czasem odpowiedź terapeutyczna na ten lek maleje. W postaci z ultraszybką i dobową zmianą faz wykazano skuteczność antagonistów kanału wapniowego, takich jak nimodypina
.

### Nowe leki stosowane w przypadku ChAD
Jednym z najnowszych preparatów zarejestrowanych do leczenia choroby afektywnej dwubiegunowej jest połączenie olanzapiny z samidorfanem (Lybalvi). Należy do atypowych leków przeciwpsychotycznych. Dodatek samidarfonu zapewnia odpowiednią aktywność leku i pozwala zredukować dawkę olanzapiny, której stosowanie może wiązać się ze zwiększeniem masy ciała.
Lumateperon został wprowadzony do lecznictwa przez FDA w roku 2021. Jest to atypowy lek przeciwpsychotyczny, stosowany.w terapii schizofrenii oraz choroby afektywnej dwubiegunowej. Choć mechanizm działania lumateperonu nie został do końca poznany, to dane pochodzące z badan klinicznych są bardzo obiecujące. Preparat stosowany jest w przypadku epizodów depresyjnych w przebiegu ChAD.
Do nowoczesnych, atypowych leków przeciwpsychotycznych należą róznież kariprazyna i asenapina. Preparaty te są stosowane w przypadku epizodów manii związanych z ChAD oraz objawów mieszanych.

## Nowe kierunki badań
Do innych leków badanych pod kątem skuteczności w leczeniu zaostrzeń zaburzeń dwubiegunowych lub w leczeniu podtrzymującym należą:
- allopurynol[60][61]
- inhibitory cholinesterazy (donepezil[62], galantamina[63])
- gabapentyna[64]
- memantyna[65]
- okskarbazepina[66]
- pramipeksol[67]
- tamoksyfen[68]
- tiagabina[69][70]
- topiramat[71]
- kannabinoidy[72]
- lewetyracetam[73]
- zonisamid[74]
- kwasy tłuszczowe omega-3[75]

## Rokowanie
U ponad 90% pacjentów po pierwszym epizodzie występują nawroty. Zakres liczby nawrotów jest duży, od 2 do 30 (najczęściej 6 do 10). Zaburzenie afektywne dwubiegunowe z częstą zmianą faz występuje u 15–20% chorych. Od 10% do 15% chorych popełnia samobójstwo.

## Klasyfikacja ICD10
| kod ICD10     | nazwa choroby                                                                                      |
| ------------- | -------------------------------------------------------------------------------------------------- |
| ICD-10: F31   | Zaburzenia afektywne dwubiegunowe                                                                  |
| ICD-10: F31.0 | Zaburzenie afektywne dwubiegunowe, obecnie – epizod hipomanii                                      |
| ICD-10: F31.1 | Zaburzenie afektywne dwubiegunowe, obecnie – epizod maniakalny bez objawów psychotycznych          |
| ICD-10: F31.2 | Zaburzenie afektywne dwubiegunowe, obecnie – epizod maniakalny z objawami psychotycznymi           |
| ICD-10: F31.3 | Zaburzenie afektywne dwubiegunowe, obecnie – epizod depresji o łagodnym lub umiarkowanym nasileniu |
| ICD-10: F31.4 | Zaburzenie afektywne dwubiegunowe, obecnie – epizod ciężkiej depresji bez objawów psychotycznych   |
| ICD-10: F31.5 | Zaburzenie afektywne dwubiegunowe, obecnie – epizod ciężkiej depresji z objawami psychotycznymi    |
| ICD-10: F31.6 | Zaburzenie afektywne dwubiegunowe, obecnie – epizod mieszany                                       |
| ICD-10: F31.7 | Zaburzenie afektywne dwubiegunowe, obecnie – remisja                                               |
| ICD-10: F31.8 | Inne zaburzenia afektywne dwubiegunowe                                                             |
| ICD-10: F31.9 | Zaburzenia afektywne dwubiegunowe, nieokreślone                                                    |